# Кам'яний гість (гурт)

Гурт «Кам'яний гість» у клубі Caribbean

Гурт «Кам'яний гість»

Кам'яний гість (Kamianyi Hist, StoneGuest, К. Г.) — український рок-гурт, створений у 1998 році. Творчість колективу відрізняється своєрідністю стилю, у якому драйв сучасного рок-звучання поєднаний з мелодійністю етнічних мотивів. Лідером гурту, автором пісень та вокалістом є Юрій Верес.

Гурт «Кам'яний гість»

Гурт має великий концертний досвід. Музиканти записали чотири студійних альбоми та заснували проєкт «класика року в українському стилі», у якому пісні світових рок-легенд 60-80-х років (The Beatles, The Doors, The Rolling Stones, Queen, Genesis, Slade, Pink Floyd, Creedence Clearwater Revival, Rainbow, Uriah Heep, Jethro Tull, Гері Мура, Девіда Бові, Боба Ділана, Дженіс Джоплін) виконуються українською мовою та у нових аранжуваннях.

## Історія гурту
Гурт «Кам'яний гість» заснований 7 квітня 1998 року у Києві Генадієм Барабашем (барабани) та Юрієм Вересом (вокал, акустична гітара, бас-гітара). Ранній склад групи зібрався з кола друзів. Починаючи з першої репетиції, хлопці відразу взялися за створення власних пісень. Незабаром з'явилися й перші демо-записи. Музичний фундамент почали закладати Роман Сіренко (гітара), Богдан Шевчик (гітара) та Павло Кучеров (скрипка), але, згодом, з різних причин залишили команду.

Щодо назви гурту, то вона з'явилася не одразу.
Юрій Верес: "За відчуттями процес пошуку назви схожий на вибір імені для новонародженої дитини. У нашому випадку це результат спільної творчості. На одній з вечірніх посиденьок ми спонтанно називали різні слова та словосполучення, все що спадало на думку. Звучали і кумедні, і пафосні, і серйозні. Хтось запропонував — Кам'яний гість. Я відчув: це саме те, що потрібно. У цьому словосполученні є якась особлива енергетика. Мені сподобалася теплота звучання, загадковість, ніби натяк на каміння як асоціацію зі словом rock — «скеля» у перекладі з англійської (зокрема, назва відомого британського гурту «Rolling Stones» означає «каміння, що котиться»). Тому назва нашого гурту ніяк не пов'язана з творчістю Олександра Пушкіна та його «Маленькими трагедіями», а також з творчістю Лесі Українки та її поетичною драмою «Камінний господар».
У 1999 році до ансамблю приєдналися гітарист Віктор Чернецький та бас-гітарист Петро Юрженко. Згодом на сцені одного зі столичних фестивалів відбувся перший виступ «Кам'яного гостя». В ті часи у гурті також грали барабанщик Микола Сергеєв та клавішник Ярослав Здольник. Колектив почав виступати на квартирниках та невеликих концертних майданчиках.
У 2000 році «Кам'яний гість» став ініціатором та організатором фестивалю «Рок-легенди», в рамках якого відбулися концерти пам'яті Віктора Цоя, Джиммі Хендрікса та Джима Моррісона.
У 2001 році команда почала активно гастролювати, виступаючи на різноманітних фестивалях та музичних майданчиках у багатьох куточках України. Деякий час з гуртом концертував бас-гітарист Олександр Новіченко, але незабаром його змінив Антон Тараненко.

Гастрольні мандрівки принесли «Кам'яному гостю» великий досвід, багато нових друзів та шанувальників. Не обійшлося й без кумедних випадків.
Музиканти згадують: "Виступаючи на одному з фестивалів, зі сцени ми побачили, як тодішній директор нашого гурту Олександр Каут намагається зупинити якогось чоловіка, що проштовхується до звукорежисера з вигуками «Терміново вимкніть звук!». Виявилось, що то був один з керівників фестивалю, якому не сподобалася наша пісня про пиво. Натиск вдалося стримати і ми почали грати наступну пісню, слова якої Юра забув. Згадав лише перший куплет і проспівав його чотири рази підряд. На що вже заспокоєний керівник фестивалю сказав — «Оце пісня, оце я розумію, глибока філософія…».
2002 рік виявися для «Кам'яного гостя» багатим на зміни. Склад ансамблю поповнився талановитим флейтистом Антоном Сурміним. Гурт залишив Генадій Барабаш, а його місце зайняв барабанщик Іван Козаченко. Того ж року до команди приєдналася Марія Ніколаєва, яка почала висвітлювати діяльність гурту у ЗМІ. Завдячуючи зусиллям Марії музиканти почали частіше з'являтися на радіо та телебаченні.
У 2003 році гурт «Кам'яний гість» видав свій перший альбом «Танец со временем», який був записаний у рекордно стислі терміни — протягом декількох ночей. Результат вийшов трохи розбишацьким та наївним, але щирим. Запис альбому став можливим завдяки підтримці Олександра Хоменка, що є давнім приятелем К. Г.
У липні того ж року до гурту приєднався чудовий музикант, саксофоніст Євген Прядко, який грав у колективі до 2005 року. Також протягом нетривалого періоду на барабанній установці музиціював Юрій Колесник.
З 2005 до 2009 року гурт йде в творчу відпустку, під час якої Юрій Верес починає писати пісні українською мовою. «Кам'яний гість» повернувся не тільки з новими ідеями, а й з новою ритм-секцією — до гурту приєдналися барабанщик Сергій Спатарь та басист Дмитро Бакрив. З цього моменту в історії гурту почався якісно новий період. Музиканти відновили гастролі та стали активно працювати над створенням нових пісень.
У 2011 році до творчості ансамблю долучився етно-інструменталіст та шаман Микита Єфанов, що грав на австралійському діджеріду, японській флейті, дримбі та різноманітній перкусії. Того ж року було презентовано демо-альбом «По горизонту до небес», запис якого став можливим завдяки музиканту та звукорежисеру Тарасу Болгаку, що у не простих умовах накопичував репетиції гурту та зміг витягнути звук до майже студійного рівня.

У 2012 році до складу групи приєднався чудовий флейтист Амадей Ротбарт, з яким «Кам'яний гість» записав альбом «60/70», що містить українські переспіви легендарних рок-гуртів 60-х та 70-х років, а саме: The Beatles, Rainbow, Uriah Heep, Slade, The Rolling Stones, The Doors, Jethro Tull, а також Дженіс Джоплін та Боба Ділана.
Юрій Верес про ідею альбому: «Мені завжди було цікаво про що співають західні гурти. Коли слухаєш англомовну музику, ковтаєш її цілком. Якщо й розпізнаєш зміст, то лише приблизно. У всякому разі, я сприймаю саме так. Коли слухаєш пісню рідною мовою — навіть не замислюєшся про що йдеться, все розшифровується автоматично. Стало цікаво — як буде сприйматися відома англомовна пісня, якщо заспівати її українською, з максимально наближеним перекладом та в абсолютно новому аранжуванні. Першою ластівкою була пісня „People are Strange“ („Люди дивні“) Джима Моррісона та гурту „The Doors“. Потім була композиція „While My Guitar Gently Weeps“ („Під плач гітари моєї“) Джорджа Гаррісона та „The Beatles“. І пішло-поїхало…».
Наприкінці 2013 року з'явився альбом «Там, за горами». Музиканти накопичували матеріал протягом декількох років, шукаючи найкраще звучання. Під час запису використовувалися не тільки сучасні, а й різноманітні етнічні інструменти. Тематичний діапазон пісень вийшов досить широким — від самоіронії та жартів до глибоких переживань та філософських роздумів. Пісня «Там, за горами», яка і дала назву платівці, заснована на реальних подіях.
Юрій Верес: «В основу цієї пісні закладена реальна історія: дідусь загинув, коли моїй мамі було усього три роки. Бабуся була вимушена сама виховувати чотирьох дітей…».
Презентація альбому «Там, за горами» відбулася у часи Революції гідності. Згодом, «Кам'яний гість» зіграв концерт на сцені Євромайдану.

Після випуску альбому «60/70» минуло декілька років, протягом яких гурт отримав багато листів з позитивними відгуками та проханнями й надалі створювати нові переспіви. У 2014 році на сайті краудфандингової онлайн-платформи «Спільнокошт» від BIGGGGIDEA музиканти «Кам'яного гостя» почали збір коштів на підтримку майбутнього альбому «70/80». Протягом декількох місяців необхідну суму було зібрано. Проєкт підтримали доброчинці з різних куточків України, в тому числі й зі сходу.
Музиканти К. Г.: «Спільнокошт» — не чарівна паличка, але штука дуже наближена до неї за можливостями. Єдина відмінність — бажання треба підкріплювати діями. Команда BIGGGGIDEA — молода та амбітна. Вона складається з успішних людей, що постійно розвиваються…".
Альбом «70/80» було видано у 2015 році. На платівці звучать українські переспіви пісень легендарних «The Beatles», «The Doors», «Queen», «Genesis», «Slade», «Pink Floyd», «Creedence Clearwater Revival», а також Гері Мура та Девіда Бові. До речі, переклад композиції «Coz I Luv U» гурту «Slade» створив Андрій Куликов — відомий український журналіст та ведучий. Крім того, Андрій сам взяв участь у записі.
Презентація платівки відбулася у вигляді благодійного заходу — всі кошти від вхідних квитків та продажу дисків були передані на потреби військового шпиталю — той важливий момент, коли одна доброчинність трансформується в іншу. Й навіть зараз альбом можна замовити на сайті проєкту 7080.kg.org.ua [Архівовано 1 квітня 2022 у Wayback Machine.], підтримавши поранених бійців.
У 2016 році альбом «70/80» вийшов у новому багатодоріжковому форматі AMA. Унікальність формату у тому, що слухач має можливість самостійно змінювати баланс музичних інструментів. Авторами формату є українські розробники, а саме — Антон Мальцев (програміст, кандидат фізико-математичних наук, доцент кафедри математичних методів системного аналізу Інституту Прикладного Системного Аналізу при НТУУ «КПІ») та Андрій Обод (відомий звукорежисер та саундпродюсер, студія SvOboda Records). «70/80» став першим повним альбомом, що вийшов у форматі AMA!
У 2020 році гурт «Кам'яний гість» видає свій п'ятий альбом «Плине час». Платівка містить 8 треків, кожен з яких представляє собою окрему історію. Разом вони утворюють єдину сюжетну лінію з певними етапами розвитку і кульмінацією. У текстах пісень музиканти піднімають такі важливі теми, як віра та надія, життя та смерть, мир та війна, зустріч та розставання, натхнення та любов. Роботу над платівкою гурт почав ще у 2017 році. Зі слів музикантів: "Відтоді ми активно працювали над створенням якісних аранжувань та пошуком потрібного звуку. Спочатку платівка повинна була називатися "Човен", але коли з'явилася пісня "Плине час", у питанні назви одразу були розставлені всі крапки над "і". 
26 квітня 2021 року гурт «Кам'яний гість» випускає сингл «Твоя дорога» [Архівовано 14 грудня 2021 у Wayback Machine.], що присвячується 35-м роковинам Чорнобильської трагедії. Відео на цю пісню знімалося на центральній площі міста Прип'ять.
У жовтні 2021 року до складу гурту приєднується бас-гітарист Валерій Луценко.
Сьогодні «Кам'яний гість» — це дружня команда з амбітними поглядами на творчість. Музиканти постійно експериментують. Окрім гітар та барабанів, в піснях гурту зустрічається шаманський бубон, дримба, флейта, різноманітна перкусія, губна гармоніка і навіть австралійський діджеріду. Кожна пісня гурту — це окрема історія зі своєю сюжетної лінією.

## Склад
- Юрій Верес — автор пісень, вокал, акустична гітара, губна гармоніка, аранжування;
- Віктор Чернецький — гітара, аранжування;
- Валерій Луценко — бас-гітара;
- Сергій Спатарь — ударні;
- Амадей Ротбарт — флейта

## Дискографія
- Твоя дорога (сингл), 2021;
- «Плине час», 2020;
- «70/80», 2015;
- «Там, за горами», 2013;
- «60/70», 2012;
- «По горизонту до небес», 2011 (Демо-альбом);
- «Танец со временем», 2003;

## Офіційне відео
- «Там, за горами» [Архівовано 16 листопада 2016 у Wayback Machine.], 2016;
- «Твоя дорога» [Архівовано 14 грудня 2021 у Wayback Machine.], 2021;